# Elecciones al Congreso de los Diputados de noviembre de 2019 (Islas Baleares)
Las elecciones al Congreso de los Diputados de noviembre de 2019 se celebraron en la provincia de Baleares el domingo 10 de noviembre, como parte de las elecciones generales convocadas por Real Decreto dispuesto el 4 de marzo de 2019 y publicado en el Boletín Oficial del Estado el día siguiente. Se eligieron los 8 diputados del Congreso correspondientes a la circunscripción electoral de las Islas Baleares, mediante un sistema proporcional (método d'Hondt) con listas cerradas y un umbral electoral del 3%.

## Resultados
Los comicios depararon 2 escaños al Partido Socialista Obrero Español, a Podemos-EUIB, al Partido Popular y a Vox.
| Candidatura                                          | Candidatura                                          | Votos   | %                                        | Escaños                                  |
| ---------------------------------------------------- | ---------------------------------------------------- | ------- | ---------------------------------------- | ---------------------------------------- |
|                                                      | Partido Socialista de las Islas Baleares (PSIB-PSOE) | 115 567 | 25,71                                    | 2                                        |
|                                                      | Partido Popular (PP)                                 | 103 722 | 23,07                                    | 2                                        |
|                                                      | Unidas Podemos (Podemos-EUIB)                        | 82 225  | 18,29                                    | 2                                        |
|                                                      | Vox (Vox)                                            | 77 520  | 17,24                                    | 2                                        |
|                                                      |                                                      |         |                                          |                                          |
| Ciudadanos                                           | Ciudadanos                                           | 33 451  | 7,44                                     | 0                                        |
| ARA-MÉS-ESQUERRA (Veus Progressistes)                | ARA-MÉS-ESQUERRA (Veus Progressistes)                | 18 295  | 4,07                                     | 0                                        |
| Más País                                             | Más País                                             | 10 652  | 2,37                                     | 0                                        |
| Partido Animalista Contra el Maltrato Animal (PACMA) | Partido Animalista Contra el Maltrato Animal (PACMA) | 6207    | 1,38                                     | 0                                        |
| Recortes Cero-Grupo Verde (R0-GV)                    | Recortes Cero-Grupo Verde (R0-GV)                    | 947     | 0,21                                     | 0                                        |
| Por un Mundo más Justo (PUM+J)                       | Por un Mundo más Justo (PUM+J)                       | 573     | 0,13                                     | 0                                        |
| Partido Libertario (P-LIB)                           | Partido Libertario (P-LIB)                           | 372     | 0,08                                     | 0                                        |
| Votos válidos                                        | Votos válidos                                        | 449 531 | 100,00                                   | 8                                        |
| Votos nulos                                          | Votos nulos                                          | 4393    | Participación: · \| \| 56,81 % \| 10,77% | Participación: · \| \| 56,81 % \| 10,77% |
| Votantes                                             | Votantes                                             | 458 592 | Participación: · \| \| 56,81 % \| 10,77% | Participación: · \| \| 56,81 % \| 10,77% |
| Electores                                            | Electores                                            | 807 170 | Participación: · \| \| 56,81 % \| 10,77% | Participación: · \| \| 56,81 % \| 10,77% |
|                                                      | 56,81 %                                              |         |                                          |                                          |

## Diputados electos
Relación de diputados electos:
| N.º | Nombre                          | Lista | Lista          |
| --- | ------------------------------- | ----- | -------------- |
| 1   | Pere Joan Pons Sampietro        |       | PSOE           |
| 2   | Margalida Prohens Rigo          |       | PP             |
| 3   | Antonia Jover Diaz              |       | Unidas Podemos |
| 4   | Antonio Salvá Verd              |       | Vox            |
| 5   | Sofia Hernanz Costa             |       | PSOE           |
| 6   | Miguel Ángel Jerez Juan         |       | PP             |
| 7   | Lucía Miriam Muñoz Dalda        |       | Unidas Podemos |
| 8   | Patricia De las Heras Fernández |       | Vox            |